# Kilia
Kilia ou Kiliia (em ucraniano:  Кілія; em russo:  Килия, transl. Kiliya; em romeno:  Chilia Nouă) é uma cidade da Ucrânia, situada no Oblast de Odessa. Tem 19,5 km² de área e sua população em 2020 foi estimada em 19.280 habitantes.